# 오디오 신호 처리
오디오 신호 처리(audio signal processing)는 오디오 신호의 전자적 조작과 관련된 신호 처리의 하위 분야이다. 오디오 신호는 압축과 희박화로 구성되어 공기를 통해 이동하는 종파인 음파의 전자적 표현이다. 오디오 신호에 포함된 에너지 또는 음력 수준은 일반적으로 데시벨로 측정된다. 오디오 신호는 디지털 또는 아날로그 형식으로 표현될 수 있으므로 두 도메인 모두에서 처리가 발생할 수 있다. 아날로그 프로세서는 전기 신호에서 직접 작동하는 반면, 디지털 프로세서는 디지털 표현을 수학적으로 작동한다.

## 디지털
디지털 표현은 오디오 파형을 일련의 기호(보통 이진수)로 표현한다. 이를 통해 디지털 신호 프로세서, 마이크로프로세서 및 범용 컴퓨터와 같은 디지털 회로를 사용하여 신호 처리가 가능하다. 대부분의 최신 오디오 시스템은 디지털 신호 처리 기술이 아날로그 영역 신호 처리보다 훨씬 강력하고 효율적이므로 디지털 접근 방식을 사용한다.

## 같이 보기
- 사운드 카드
- 음향효과